# Fazenda (Lajes das Flores)
Fazenda ist eine portugiesische Freguesia (Gemeinde) im Kreis (Município) Lajes das Flores auf der Azoren-Insel Flores. In ihr leben 261 Einwohner (Stand 19. April 2021).